# Langnau am Albis
Langnau am Albis – miejscowość i gmina (Politische Gemeinde) w północnej Szwajcarii, w kantonie Zurych, w okręgu (Bezirk) Horgen. Leży w paśmie górskim Albis, nad rzeką Sihl.

## Demografia
W Langnau am Albis mieszka 8056 osób. W 2021 roku 29,5% populacji gminy stanowiły osoby urodzone poza Szwajcarią.

## Transport
Przez teren gminy przebiegają drogi główne nr 4 i nr 383.